# 아방슈
아방슈(프랑스어: Avenches 프랑스어 발음: [avɑ̃ʃ])는 스위스 보주의 브로예-불리구에 위치한 지자체이다.

## 역사

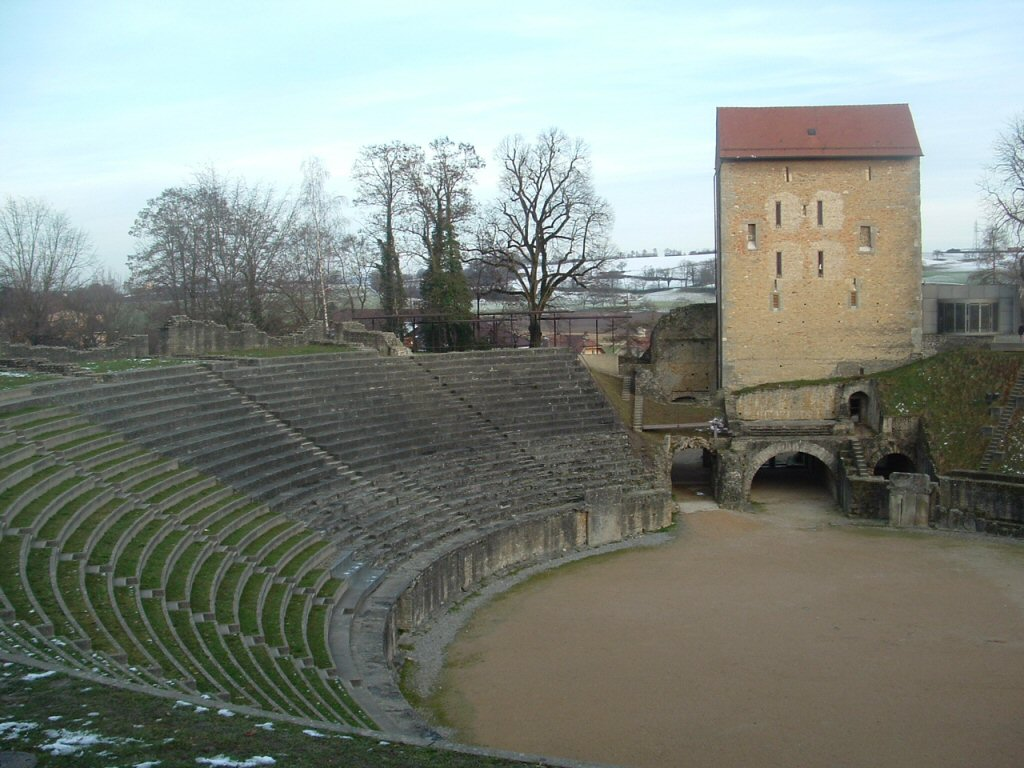
아방슈의 로마 원형극장

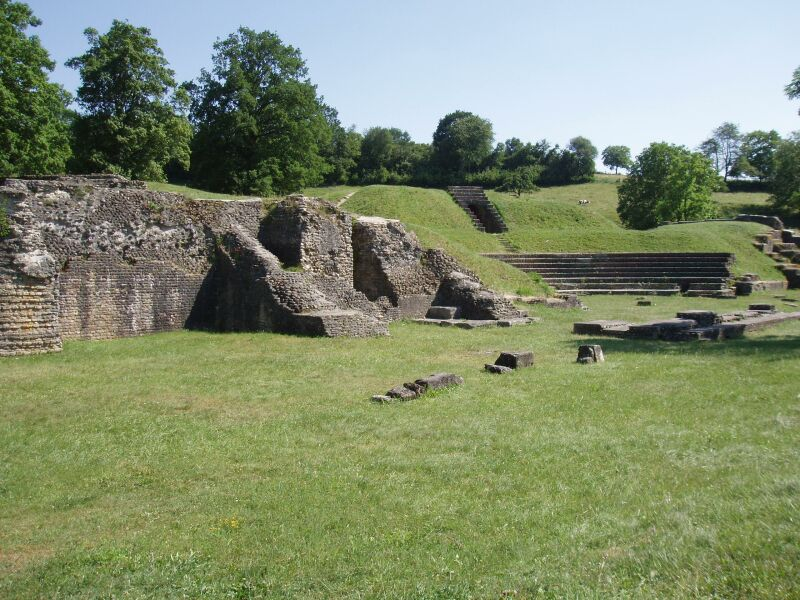
아방슈의 로마 극장

아방슈의 뿌리는 켈트족으로 거슬러 올라간다. 헬베티족은 후기 로마인 정착지 남쪽에 있는 샤텔 숲(Bois de Châtel) 언덕에 정착지를 지었다. 근방의 헬베티족은 최근의 고고학적 발굴에서 볼 수 있듯이 몽뷸라(Mont Vully)에 수도가 있었던 것으로 보인다. 모라호와 뇌샤텔호를 연결하는 라브로예 운하는 기원이 로마인 것으로 생각된다.
아벤티쿰의 로마 정착의 설립, 그 지방의 수도가 된 기원전 15-13년경에 이름이 헬베티아의 봄 여신 아벤티아(Aventia)에서 따왔다. Vespasian 황제의 후원을 받은 아벤티쿰은 곧 20,000명 이상의 주민이 있는 번성한 상업 중심지로 발전했다. 이 도시는 군단병의 은퇴 장소인 식민지 지위를 부여받았지만, 도시의 건설 지역은 성벽의 일부만 차지했지만, 성벽의 길이는 약 5.6km이다. 성벽은 실질적인 방어 시스템이 아니라 분명히 상태의 표시였다. 발굴을 통해 Helvetia-Roman Switzerland의 "천재"에게 헌정된 극장과 주요 사원 단지의 세부 사항이 밝혀졌다. 사원의 한 기둥은 이전에 황새의 보금자리였던 ‘cigognier’로 서 있다. 여전히 볼 수 있는 도시의 다른 부분은 현재 한스 보글리 교수 박물관, 목욕탕, 벽, 두 개의 입구 문, 더 작은 사원 및 장소 건물이 있는 후기 타워를 포함하는 원형 극장이다. 발굴되었지만, 다시 묻힌 것은 로마 도시의 대부분이다. 스위스의 이 부분은 280년대의 알라만 부족은 스위스의 독일어권 지역에 정착하여 이 지역에 독특한 독일어 방언을 제공했다. 로마는 이 지역을 다시는 차지하지 않았으며, 5세기에 로마가 멸망한 후 지금은 버려진 로마 도시의 이전 아크로폴리스에 훨씬 더 작은 정착지가 세워졌다. 극장은 별도의 방어 구역으로서 짧은 수명을 가졌다. 이 기간 동안 이 마을은 주교단의 자리로 남아 있었고, 적어도 두 개의 교회(Saint-Martin과 Saint-Symphorian)가 있었다. 주교가 6세기에 로잔으로 자리를 옮겼을 때, 이전 로마 도시의 쇠퇴는 완성되었다.
1074년에 로잔의 주교인 부르크하르트 폰 올티겐은 그곳에 새로운 도시를 건설하고 이름을 Adventica라고 지었으며, 1518년에 Avenche가 되었다. 그는 현재 박물관이 있는 로마 원형 극장의 가장자리에 탑을 지었다. 11세기에는 성벽으로 둘러싸여 있었고, 1259년에 도시권을 받았다.
이 도시의 독일어 이름은 13세기까지 나타나지 않았으며, 라틴어의 번역도, 프랑스어의 독일어화된 형식도 아니다. 1266년에 Wibilsburg라는 형태가 나타나고, Wipelspurg (1302), Wibelspurg (1458), Wiblispurg (1476), Wiflispurg (1548), Wiflisburg (1577)가 나타난다. 이것은 비빌리(Wibili)라는 개인 이름에서 파생되었다.
아방슈는 1518년에 Avenche로 처음 언급되었다.
도시는 1239년에 프리부르와 1353년에 무르텐과 하나의 조약을 맺었다.
1536년 베른이 보주를 정복하면서 아방슈는 베른의 지배를 받게 되었다. 1798년에는 프리부르의 헬베티아주의 일부가 되었다. 1801년에 인구는 헬베티아 공화국의 레만주에 합병을 추진했다. 1803년 나폴레옹의 중재로 아방슈는 보주의 일부이자 해당 지역의 수도가 되었다.
1826년 알자스의 유대인 식민지가 아방슈에 정착했다. 그들은 주로 말 장사를 하던 사람들이었고, 1865년에 회당을 지었다. 19세기 말 경제 상황이 악화되자 유대인들은 도시를 떠났고 더 이상 사용되지 않는 회당은 1954년에 철거되었다.
비행장은 1910년 시정촌 북쪽의 평평한 땅에 지어졌으며, 그곳에서 Ernest Failloubaz는 스위스 시민이 제작하고 비행한 항공기로 스위스에서 첫 비행을 했다. 제1차 세계 대전 중에는 군사 비행장으로 사용되었다. 1921년 파예른의 군용 공항이 건설되었을 때 아방슈의 필드는 폐쇄되었다.
로마 마을의 발굴은 19세기에 시작되었지만, 그랜드 투어와 Joseph William Mallord Turner에서 잘 알려진 장소였다. 뒤에 있는 구시가지를 보여주는 "Cigognier"의 그림을 그렸다. 고고학은 스위스에 억류된 외국인과 현지 실업자들이 로마 도시의 주요 건물을 발굴하고 극장 "Cigognier"와 성문 및 하나를 개조하여 일반에게 공개하는 데 종사하는 1차 및 2차 세계 대전에서 흥미롭게도 혜택을 받았다. 벽의 탑. 국도 계획의 도래와 함께 구조 고고학 프로그램이 "Pro Aventico" 협회 아래 매우 유능한 한스 보글리 교수의 지시에 따라 설립되었으며, 그의 이름을 따서 로마 박물관이 명명되었다. 작업은 로마 도시 중심부의 많은 놀라운 궁전 건물을 발견했다.
로마 성벽의 선 근처에 있고 성벽에서 돌을 사용하는 이점을 누리고 있는 곳은 훌륭한 초기 프레스코 그림을 소장하고 있는 Donatyre의 작은 로마네스크 양식의 교회이다.

## 지리

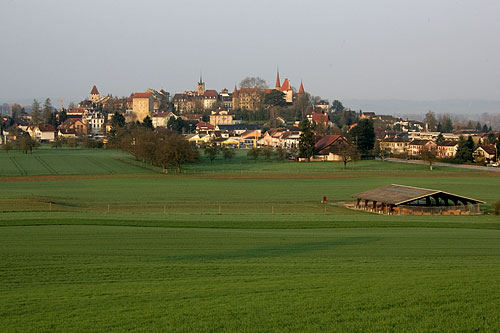
아방슈 타운과 주변 들판

아방슈의 면적은 2009년 기준으로 17.56k㎡이다. 이 면적 중 11.13k㎡(63.4%)가 농업 목적으로 사용되는 반면 2.78k㎡(15.8%)는 산림이다. 나머지 토지 중 3.44k㎡(19.6%)가 정착(건물 또는 도로), 0.15k㎡(0.9%)가 강 또는 호수이고, 0.03k㎡(0.2%)는 비생산적인 토지이다.
건축면적 중 공업용 건물이 전체 면적의 1.8%, 주택과 건물이 4.1%, 교통 기반 시설이 6.0%를 차지했다. 공원, 녹지대, 운동장이 6.8%를 차지했다. 산림 면적 중 13.4%는 삼림이 무성하고 2.4%는 과수원이나 작은 나무 군락으로 덮여 있다. 농경지 중 51.7%는 작물 재배에 사용되며 10.6%는 목초지이다. 시정촌의 수자원 중 0.3%는 호수에, 0.5%는 강과 시내에 있다.
그것은 Broye-Vully의 새로운 지역의 일부가 된 2006년 9월 1일까지 아방슈 지역의 수도였다.
아방슈는 프리부르에서 북서쪽으로 12km 떨어진 브로예 계곡의 외딴 언덕에 위치해 있다. 아방슈 남쪽에 있는 Donatyre 마을 (505m)은 부분적으로는 2006년까지, 그리고 완전히 Donatyre 시정촌이 아방슈와 합병된 이후로 아방슈 시정촌에 속해 있다.
Oleyres의 지자체는 2011년 1월 1일에 아방슈의 지자체로 병합되었다.

### 기후
아방슈에는 연간 평균 121.8일의 비 또는 눈이 내리고 평균 강수량은 981mm이다. 가장 습한 달은 6월로 이 기간 동안 아방슈는 평균 102mm의 비나 눈을 내린다. 이달의 평균 강수량은 11.1일이다. 강수량이 가장 많은 달은 5월로 평균 12.5일이지만 비 또는 눈의 양은 99mm에 불과하다. 연중 가장 건조한 달은 2월로 9.6일 동안 평균 강수량이 63mm이다.

## 인구통계

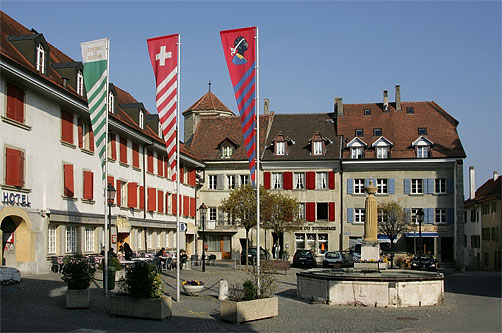
아방슈의 시청

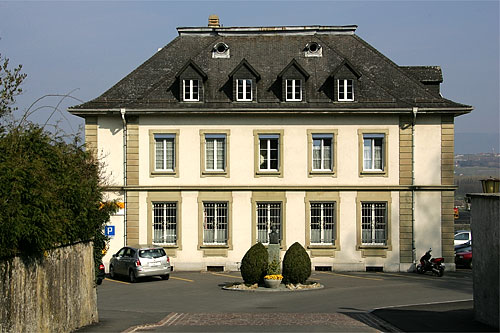
앙리 귀장의 기념물

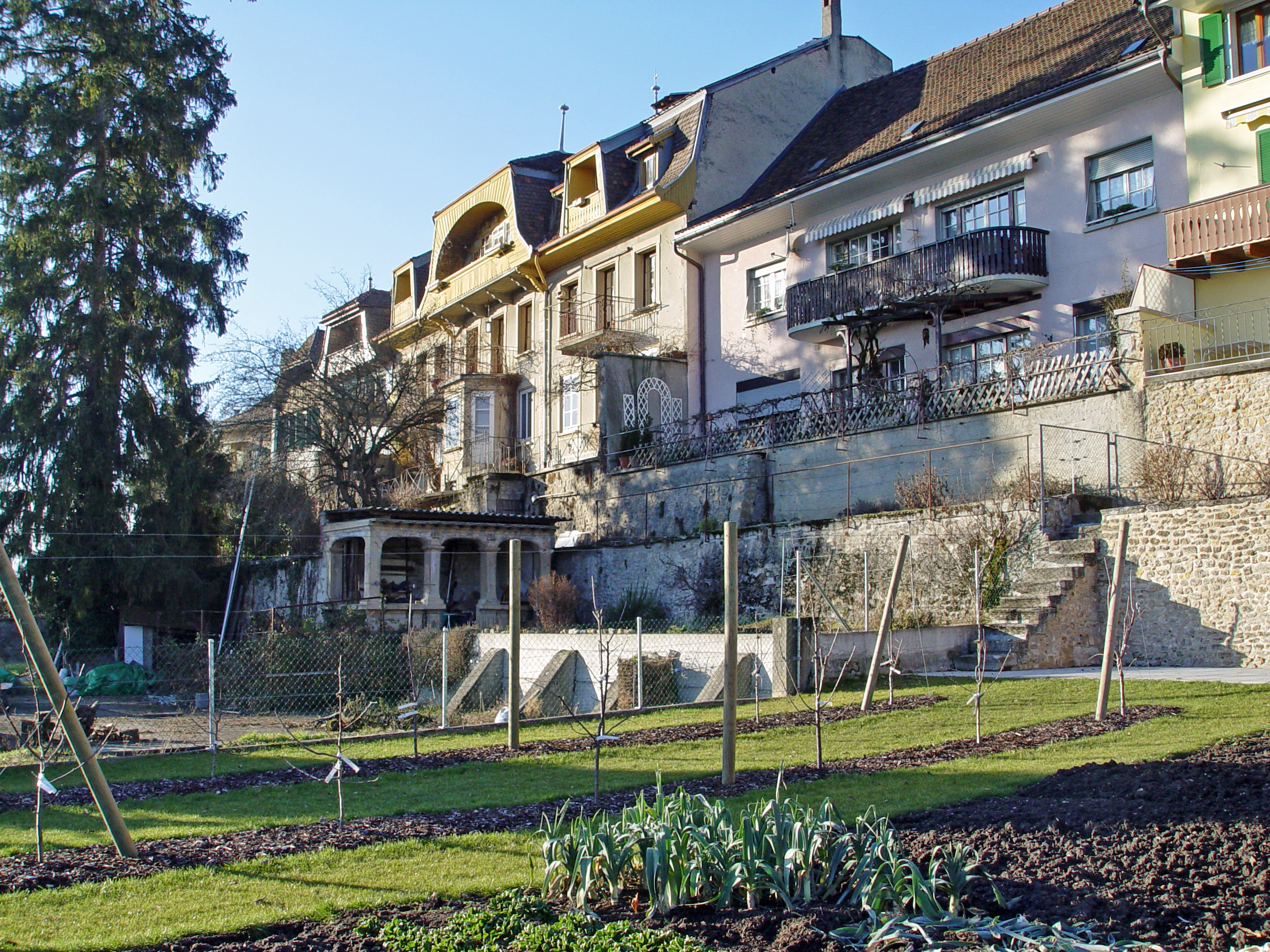
구시가지 성벽을 따라 지은 주택

2020년 12월 기준, 아방슈의 인구는 4,477명이다. 2008년 기준으로 인구의 32.9%가 거주 외국인이다. 1999년부터 2009년까지 지난 10년 동안 인구는 16.2%의 비율로 변화했다. 이주로 인해 14%의 비율로, 출생 및 사망으로 인해 3%의 비율로 변경되었다.
2000년 기준, 인구 대부분인 1,866명(73.3%)이 프랑스어를 사용하며, 독일어가 329명(12.9%)으로 2위이고, 포르투갈어가 152명(6.0%)으로 3위이다. 이탈리아어를 할 줄 아는 사람이 78명, 로만슈어를 할 줄 아는 사람이 1명 있다.
지자체의 인구 중 693명(약 27.2%)가 아방슈에서 태어나 2000년에 그곳에 살았다. 같은 주에서 태어난 357명(14.0%)가 있었고, 710명(27.9%)가 스위스 타지에서 태어났고, 663명(26.1%)은 스위스 이외의 외국에서 태어났다.
2008년에는 스위스 시민이 20명, 비스위스계 시민이 11명이었고, 같은 기간에 스위스 시민이 17명, 비스위스계 시민이 2명이었다. 이민과 이주를 무시하면, 스위스 시민의 인구는 3명 증가하고 외국인 인구는 9명 증가한다. 스위스로 재이민 온 스위스 여성 2명이 있었다. 동시에 다른 나라에서 스위스로 이주한 비스위스 남성 41명과 비스위스계 여성 29명이 있었다. 2008년 전체 스위스 인구 변화(시 경계를 넘는 이동을 포함한 모든 출처에서)는 48명이 증가했고 비스위스계 인구는 62명이 증가했다. 이는 3.8%의 인구 증가율을 나타낸다.
2009년 현재 아방슈의 연령 분포는 다음과 같다. 어린이 349명(인구의 11.4%)이 0~9세, 10대(12.3%)가 376명(10~19세)이다. 성인 인구 중 404명(인구의 13.2%)이 20~29세이다. 426명(13.9%)은 30~39세, 508명(16.6%)은 40~49세, 375명(12.3%)은 50~59세이다. 시니어 인구 분포는 301명(인구의 9.8%)이 60세 이상이다. 69세는 198명(6.5%), 70~79세는 101명(3.3%), 80~89세는 3.3%, 90세 이상은 22명(0.7%)이다.
2000년 기준으로 시정촌에 미혼이거나, 독신인 사람은 982명이다. 기혼자는 1,259명, 미망인은 165명, 이혼한 사람은 138명이었다.
2000년 기준으로 시정촌의 개인가구는 1,094세대로 가구당 평균 2.3명이다. 1인 가구는 337가구, 5인 이상 가구는 69가구였다. 총 1,074가구 중 1인 가구가 31.4%로 부모와 동거하는 성인이 5명이었다. 나머지 가구 중 자녀가 없는 기혼가구는 300가구, 자녀가 있는 기혼가구는 339가구, 자녀가 있는 편부모는 58가구다. 혈연관계가 없는 사람들로 구성된 9가구와 일종의 시설이나 다른 집단주택으로 구성된 26가구였다.
2000년에는 총 614호의 주거용 건물 중 320호(전체의 52.1%)가 단독주택이었다. 다가구주택은 138채(22.5%), 주거용으로 주로 사용되는 다목적동은 91채(14.8%), 기타 용도(상업, 공업)는 65채(10.6%)로 구성되어 있다. 단독주택 중 69채는 1919년 이전에 지어졌고, 25채는 1990년에서 2000년 사이에 지어졌다. 가장 많은 다가구 주택(49채)이 1919년 이전에 지어졌고, 그 다음으로 가장 많은 주택(22채)이 1961년과 1970년 사이에 지어졌다. 1996년에서 2000년 사이에 지어진 다가구 주택.
2000년에는 시정촌에 1,266개의 아파트가 있었다. 가장 흔한 아파트 규모는 3실 399실이었다. 1인실 아파트가 76실, 5실 이상 아파트가 254실이었다. 이 중 상가 1,022채(전체의 80.7%), 비수기 173채(13.7%), 공실 71채(5.6%)였다. 2009년 기준 신규주택 건설률은 인구 1,000명당 35.9세대이다. 2010년 시정촌 공실률은 0.67%였다.
역사적 인구는 다음 차트에 나와 있다.

### 종교
2000년 인구 조사에서 로마 가톨릭 신자는 966명(38.0%)이었고, 스위스 개혁 교회는 1,032명(40.6%)이었다. 나머지 인구 중 정교회 교인은 8명 (인구의 약 0.31%)이었고, 다른 기독교 교인은 37명(인구의 약 1.45%)이었다. 이슬람교도는 157명(인구의 약 6.17%) 이었다. 불교 신자 4명과 다른 교회에 속한 2명이 있었다. 196명(인구의 약 7.70%)은 교회에 속하지 않고, 불가지론자 또는 무신론자이다. 그리고 142명의 개인(또는 인구의 약 5.58%)이 질문에 대답하지 않았다.

## 국가중요문화재
아벤티쿰의 로마 유적, 아방슈성, Rue du Jura 2의 Cure, 스위스 개혁 교회, Temple à Donatyre 및 원형 극장과 로마 박물관이 있는 Tour de l'évêque (주교 탑)는 스위스 국가 중요 문화재로 등재되어 있다. 아방슈의 전체 마을과 하라스 연방 지역은 스위스 유산 목록의 일부이다.

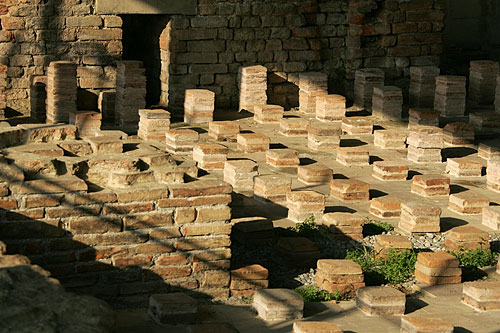
아벤티쿰
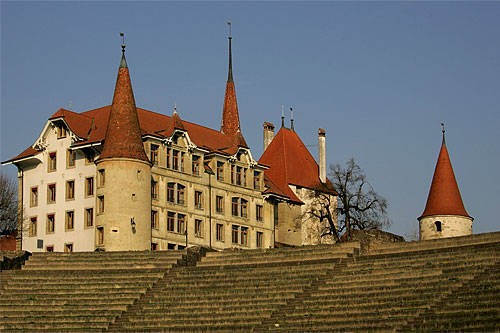
아방슈성
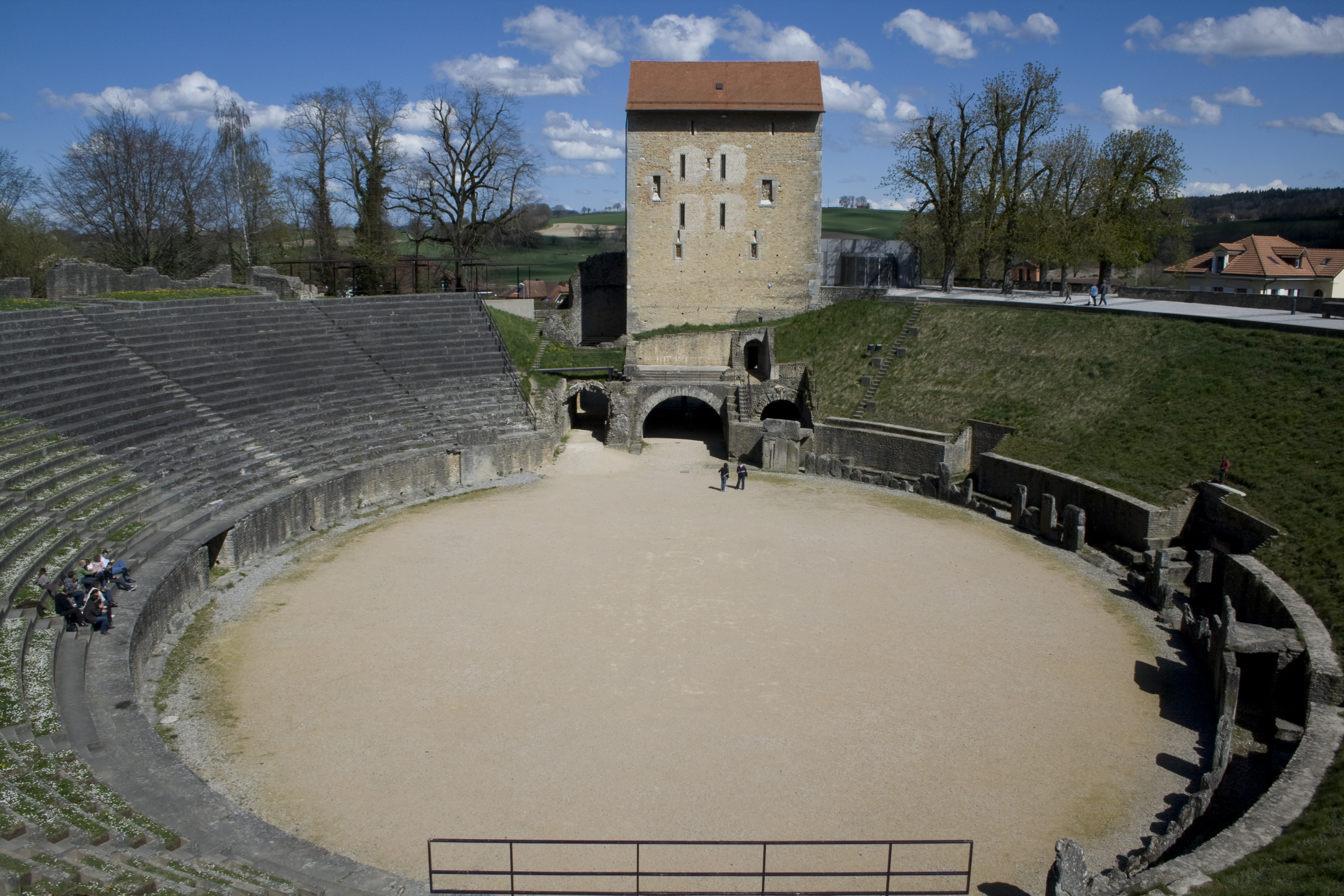
L’évêque Tower with Amphitheatre and Roman Museum
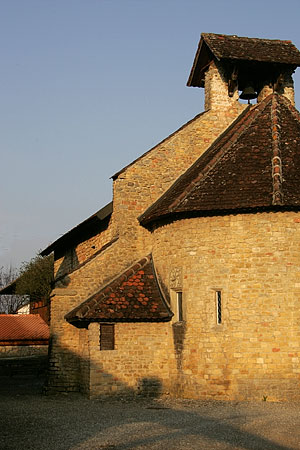
Temple à Donatyre
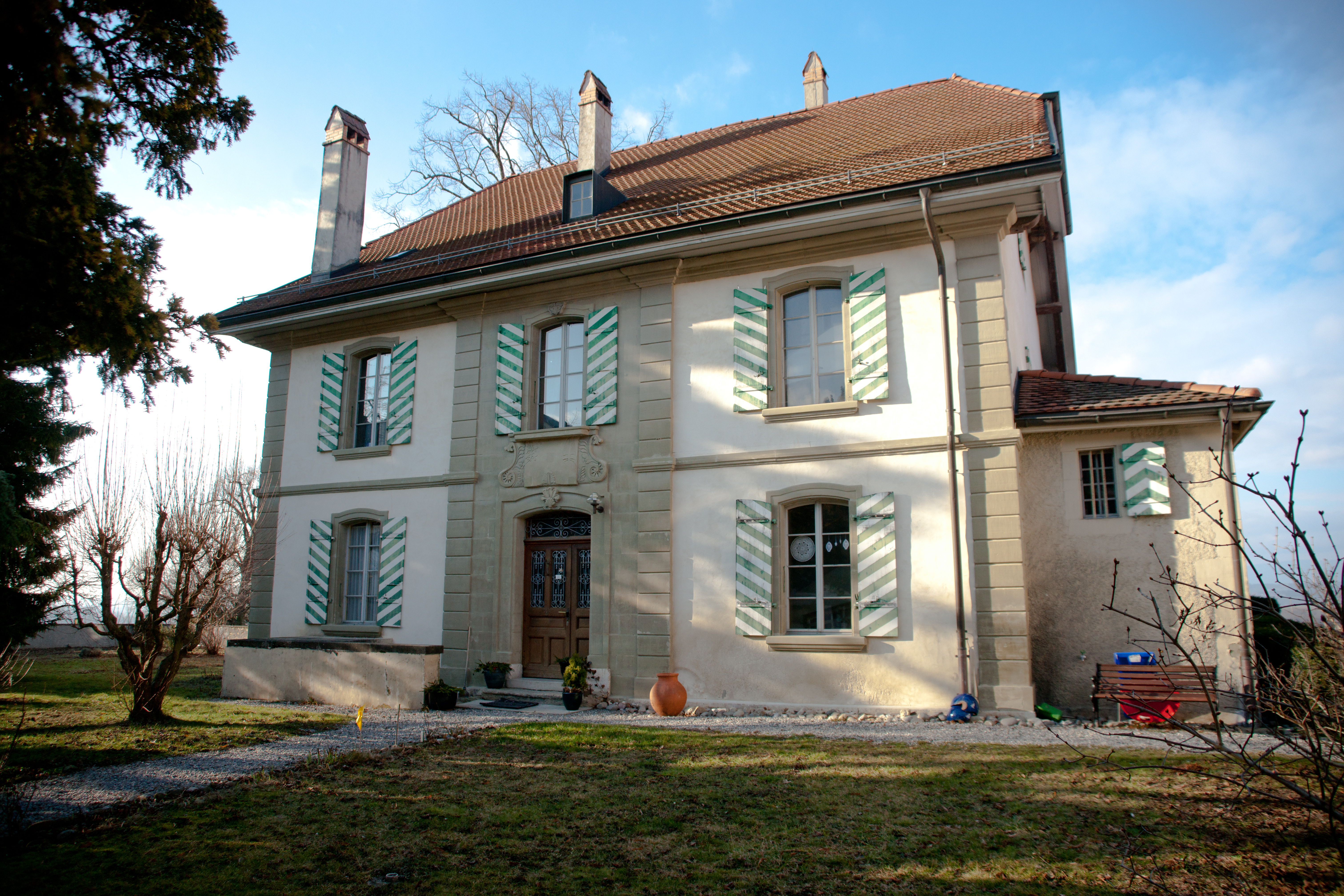
Cure
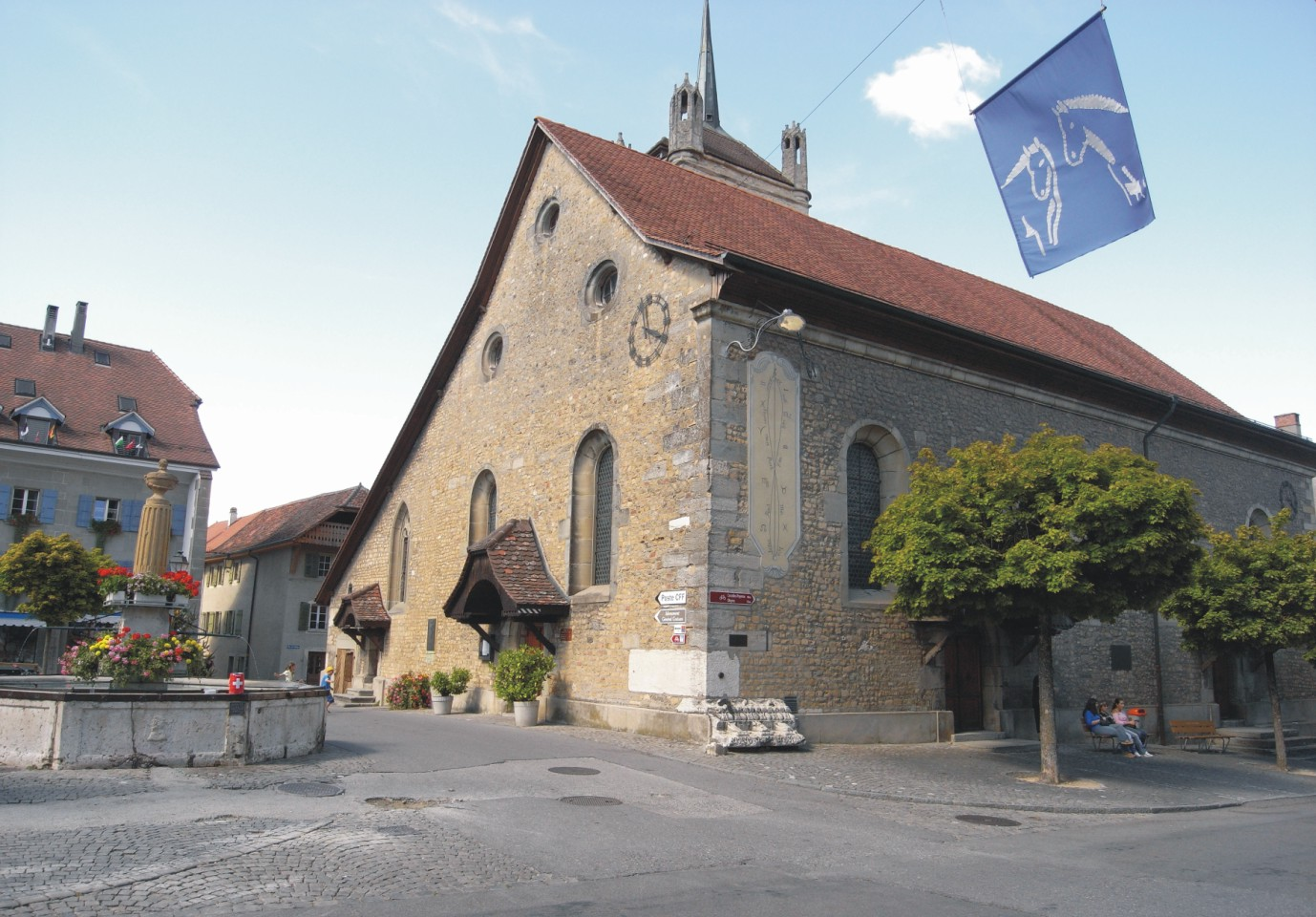
스위스 개혁 교회
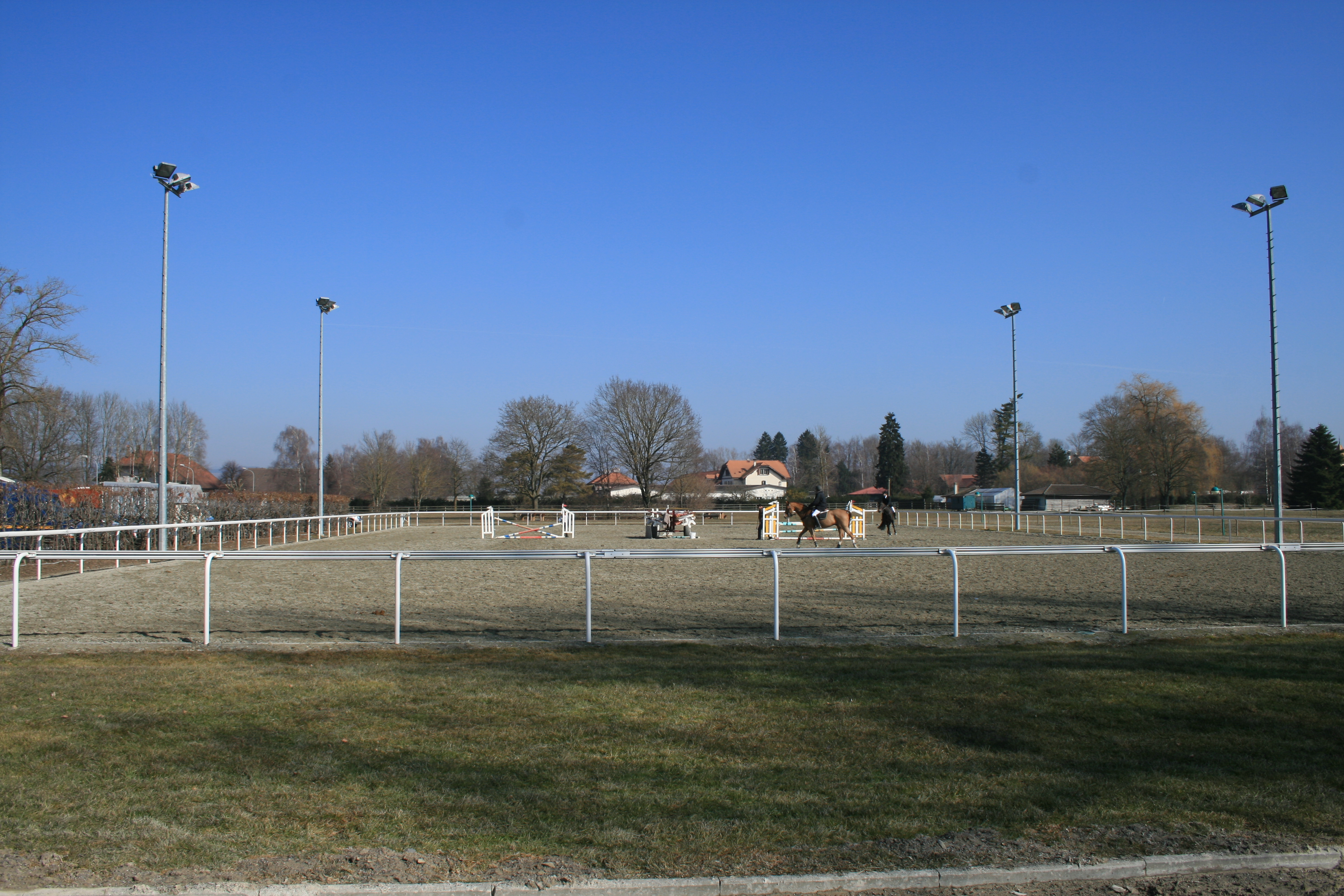
Riding fields at the Haras fédéral
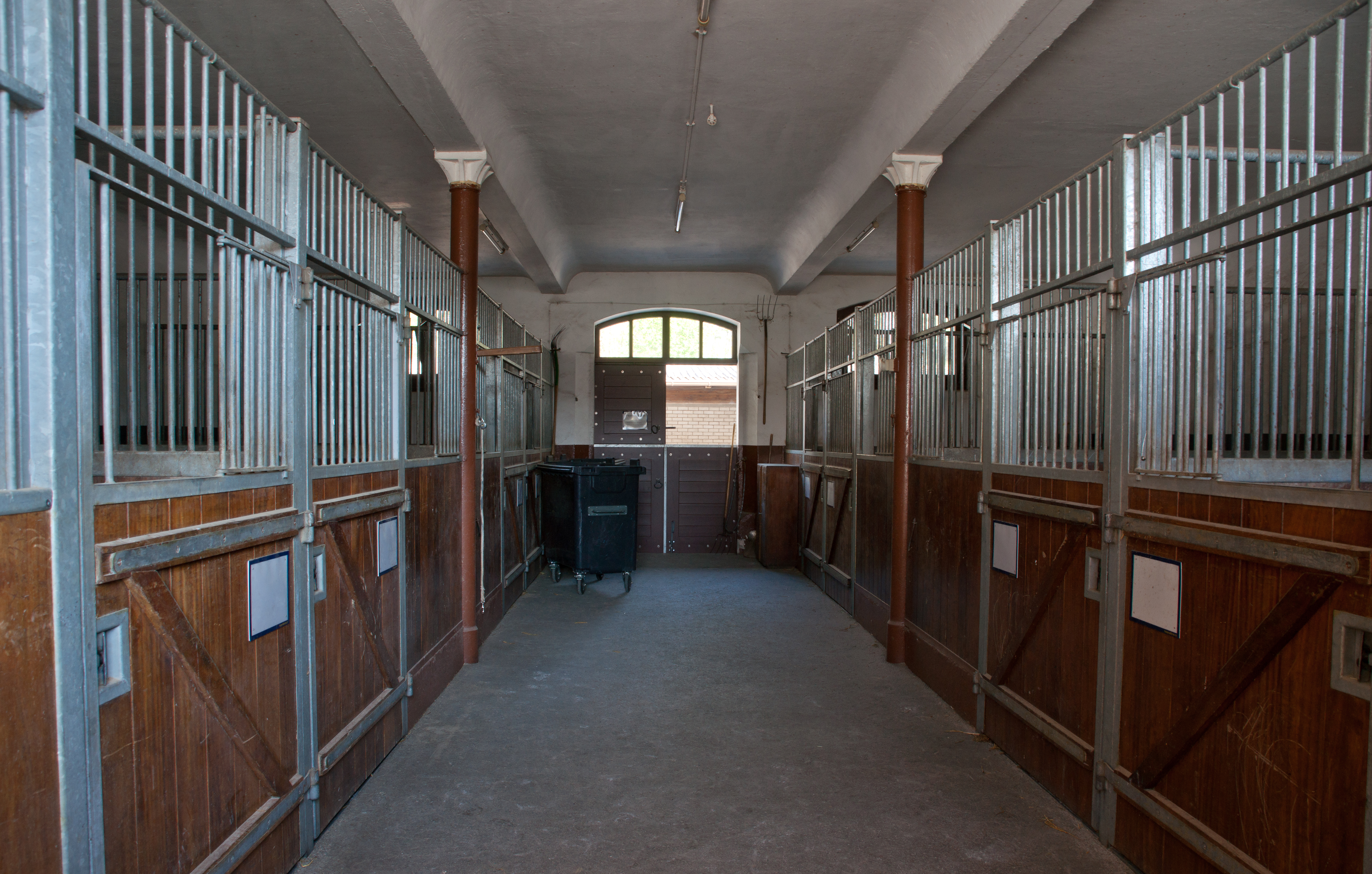
Stables at the Haras fédéral
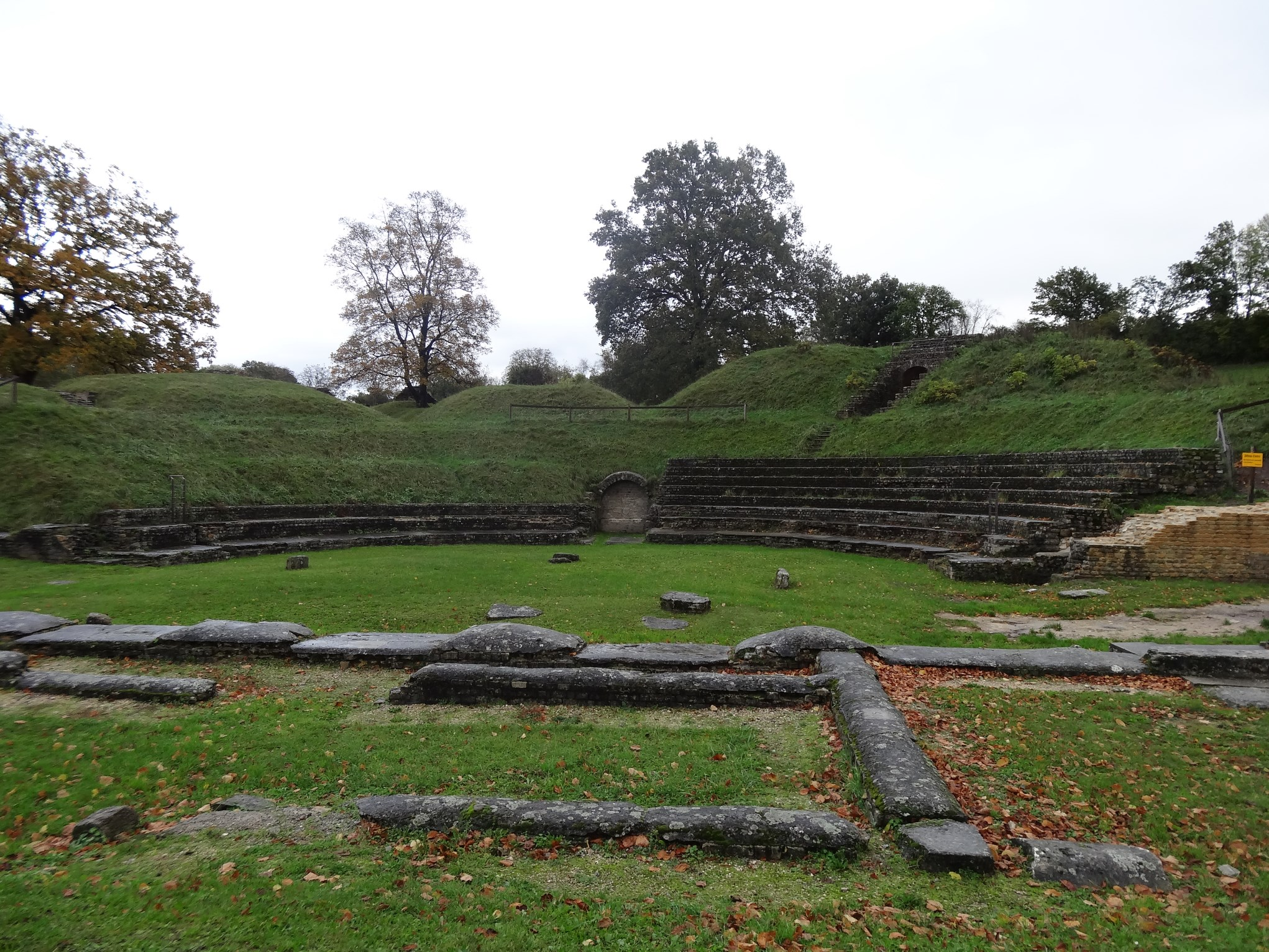
Theater

## 경제
2010년 현재 아방슈의 실업률은 4.6%이다. 2008년 기준으로 1차 경제 부문에 117명이 고용되어 있으며, 이 부문에 약 27개 기업이 참여하고 있다. 283명이 2차 부문에 고용되었고, 이 부문에 41개의 기업이 있었다. 1,200명이 3차 부문에 고용되었으며, 이 부문에 138개의 기업이 있다. 시정촌 주민은 1,285명으로 일정 정도 고용되었으며, 그중 여성이 전체 노동력의 42.6%를 차지하였다.
2008년에 정규직에 해당하는 총 일자리 수는 1,368개였다. 1차 부문의 일자리 수는 99개였으며, 그중 97개는 농업, 2개는 임업 또는 목재 생산이었다. 2차 부문의 일자리 수는 267개로 그 중 제조업이 193개(72.3%), 건설업이 70개(26.2%)였다. 3차 부문의 일자리는 1,002개였다. 3차 부문에서; 524 또는 52.3%는 도소매 또는 자동차 수리업, 74 또는 7.4%는 상품의 이동 및 보관, 106 또는 10.6%는 호텔 또는 레스토랑, 4 또는 0.4%는 정보 산업에 종사했다. 10 또는 1.0%가 보험 또는 금융 산업, 36 또는 3.6%가 기술 전문가 또는 과학자, 60 또는 6.0%가 교육, 95 또는 9.5%가 의료 분야였다.
2000년에는 시정촌으로 통근하는 근로자가 761명, 출퇴근한 근로자가 690명이었다. 지자체는 근로자의 순수입 지자체이며, 1명이 전출할 때마다 약 1.1명의 근로자가 지자체에 전입한다. 근로 인구의 9%가 출퇴근을 위해 대중교통을 이용했고, 63.6%가 자가용을 이용했다.

## 교육
아방슈에서는 인구의 약 804명(31.6%)이 필수가 아닌 고등 중등 교육을 이수했으며, 220명(8.6%)이 추가 고등교육( 대학 또는 응용학문대학)을 마쳤다. 고등교육을 마친 220명 중 59.5%가 스위스 남성, 28.6%가 스위스 여성, 8.2%가 비스위스계 남성, 3.6%가 비스위스계 여성이었다.
2009/2010 학년도에 아방슈 학군에는 총 396명의 학생이 있었다. 보주 주립학교 시스템에서는 정치 구역에서 2년간의 의무가 아닌 유아원을 제공한다. 학년도 동안 정치 지역은 총 155명의 어린이에게 유치원 보육을 제공했으며, 그중 83명의 어린이(53.5%)가 보조금을 받는 유치원 보육을 받았다. 캔톤의 초등학교 프로그램은 학생들이 4년 동안 출석해야 한다. 시립 초등학교 프로그램에는 212명의 학생이 있었다. 의무 중학교 프로그램은 6년 동안 지속되며 해당 학교의 학생은 174명이었다. 홈스쿨링을 하거나 다른 학교에 다니는 학생도 10명 있었다. 아방슈에는 1개의 박물관인 Musée romain d'Avenches가 있다. 2009년에는 17,280명의 방문객이 방문했다. 2009년 Musée romain d'Avenches는 17,280명의 방문객이 방문했다(이전 연도의 평균은 18,742명).
2000년 현재 아방슈에는 다른 지자체에서 온 285명의 학생이 있었고, 116명의 거주자는 지자체 외부 학교에 다녔다.

## 교통
지자체에는 팔레지유-리스 철도 노선에 아방슈역이 있다. 이 역은 로잔, 베른 및 케르처에 정기 서비스를 제공한다.

## 같이 보기
- 아벤티쿰